# Pacifismus

Jeden ze symbolů míru, spojovaný s pacifismem (původně logo britské kampaně Campaign for Nuclear Disarmament, navržený v roce 1958 Geraldem Holtomem

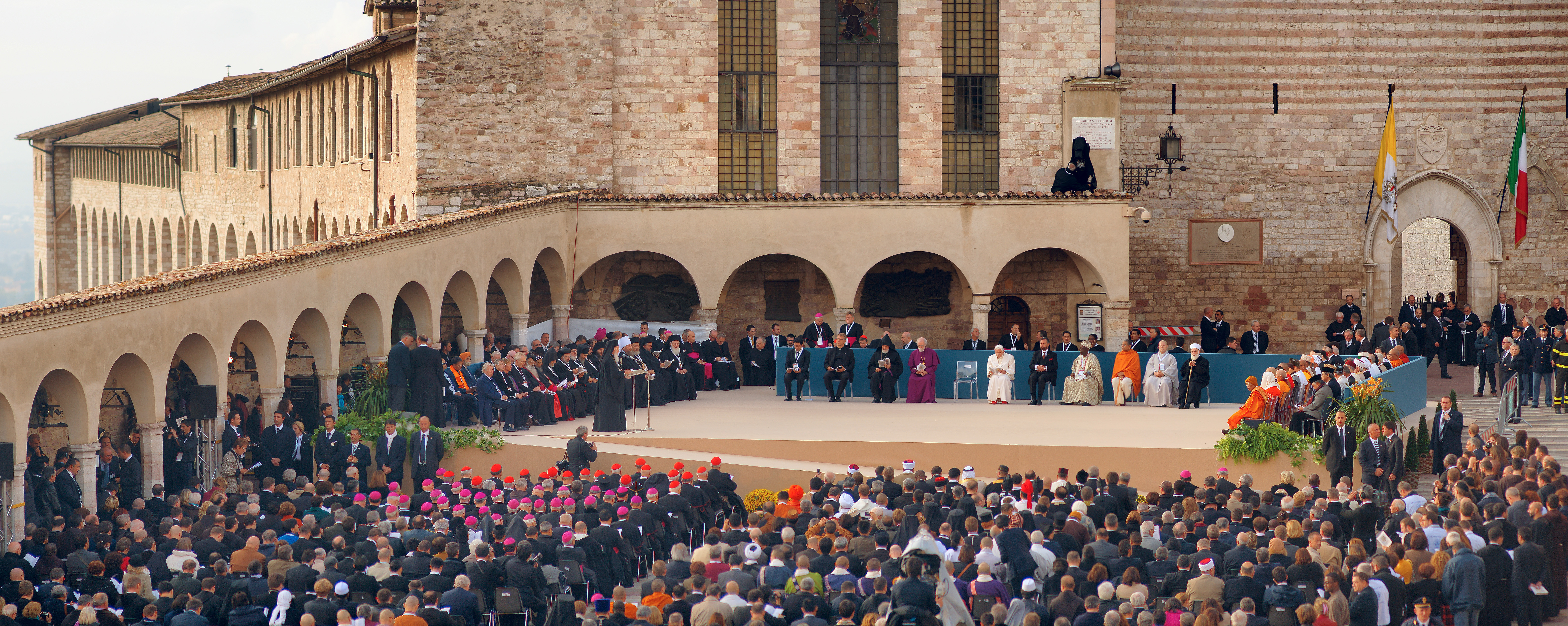
Mezináboženská setkání v Assisi

Pacifismus (z lat. pacificus, smiřující, od pacem facere, sjednat mír) je postoj, který odmítá válku a násilí; je přesvědčen o možnosti mírumilovného řešení mezinárodních sporů za každých podmínek a okolností. Lidé označováni jako pacifisté vystupují proti jakékoliv (i osvobozenecké) válce. Popudem k tomuto postoji může být náboženská víra nebo humanistické cítění.

## Historie
Pacifismus může být postavený na přesvědčení nebo na pragmatickém přístupu. Hlavním argumentem pacifistů z přesvědčení je, že válka a násilí jsou nemorální a že mír se dá zajistit mravní osvětou. Pragmatický pacifismus se naproti tomu neodvolává na absolutní principy, jako je třeba mravnost, ale jednoduše předpokládá, že existují lepší a jednodušší cesty, jak řešit spory, než jsou války, případně že cena zaplacená za vedení války bude vždy vyšší než její případné přínosy.
Pacifismus byl nejrozšířenější ve 20. a 30. letech dvacátého století vlivem zkušenosti s do té doby nejstrašnějším konfliktem v dějinách lidstva, tzv. Velké války (později nazvané první světová válka). Zejména ve Velké Británii a Francii byl hluboký celospolečenský náklon k pacifismu. Ten se odrazil i v politice jejich státních představitelů, avšak ukázalo se, že pacifismem motivované kroky jejich vlád přímo otevřely dveře ještě strašnějšímu konfliktu, druhé světové válce. Problémem bylo to, že tyto státy se tak chorobně bály války či vojenských akcí, že byly ochotny v zájmu zachování míru ustupovat agresivním požadavkům států s nedemokratickými režimy, zejména Adolfu Hitlerovi (politika appeasementu). Hlavní myšlenka této politiky (usmiřování) je dávat diktátorovi, co chce, což ho uklidní. Ve skutečnosti ho to však politicky a ekonomicky posilovalo pro vedení konfliktu, který nakonec stejně rozpoutal.
V českých zemích je jedním z nejstarších zastánců pacifismu Petr Chelčický, který na základě evangelií odmítal války i trest smrti.
Židovský lékař Ludvík Lazar Zamenhof viděl příčinu nenávisti mezi národy (a tedy i zdroj války) ve ztížené situaci příslušníků různých národů domluvit se navzájem. Na základě této myšlenky vydal v roce 1887 první učebnici jazyka esperanto, který měl sloužit jako snadno naučitelný a neutrální jazyk pro mezinárodní komunikaci a odstranit tak jednu z příčin, ve které autor viděl zdroj nenávisti mezi národy. Díky této základní myšlence komunita vzniklá kolem tohoto jazyka přirozeně přitahovala a přitahuje i některé pacifisty.
Některé státy ve 20. století uznávaly odpírače vojenské služby z důvodu svědomí. Přísně vzato jsou však pacifismus a odpírání vojenské služby dva odlišné fenomény.
Kritici pacifismu namítají, že není dobré striktně odmítat násilí, protože někdy je nutné zasáhnout násilně hned a málo než později a hodně. Dokud bude hrozit nebezpečí války a nebude existovat příslušná mezinárodní autorita vybavená dostatečnými mocenskými prostředky, dotud se nebude moci upřít vládám právo na spravedlivou obranu. Přísně se musí zvážit striktní podmínky, které ospravedlňují oprávněnou obranu vojenskou mocí. Takové rozhodnutí je pro svou závažnost podrobeno přísným podmínkám mravní oprávněnosti. Je třeba:
- aby škoda způsobená národu nebo společenství národů útočníkem byla trvalá, těžká a jistá;
- aby se všechny jiné prostředky, jak tomu zabránit, ukázaly neproveditelné nebo neúčinné;
- aby byly odůvodněné vyhlídky na úspěch;
- aby použití zbraní nevyvolalo mnohem těžší zla a zmatky než zlo, které je třeba odstranit. Při hodnocení této podmínky je třeba pečlivě zvážit sílu moderních ničivých prostředků.

Toto jsou tradiční prvky vypočítávané v nauce o tzv. „spravedlivé válce“. Hodnocení takových podmínek mravní oprávněnosti přísluší prozíravému úsudku těch, kteří mají odpovědnost za obecné blaho. Veřejná moc má v tomto případě právo a povinnost uložit občanům povinnosti nutné k národní obraně. Ti, kteří slouží vlasti ve vojsku, ať se považují za služebníky bezpečnosti a svobody národů. Když tento úkol správně plní, opravdu přispívají k obecnému dobru národů a k upevnění míru. Veřejná moc se má vhodně postarat o případy těch, kteří z důvodu svědomí odmítají používat zbraní; ti mají však poskytnout lidskému společenství služby jiným způsobem.
Jedním z teologických směrů je křesťanský pacifismus.

## Pacifismus a křesťanství
Křesťanský pacifismus je teologické a etické stanovisko, že jakákoli forma násilí je neslučitelná s křesťanskou vírou. Křesťanští pacifisté říkají, že Ježíš sám byl pacifistou, tvůrcem pokoje a šel osobním příkladem svým následovníkům (Ježíš jako normativní člověk). Svědectví o tomto postoji je zaznamenáno v Bibli.
Ve Starém zákoně například v knize proroka Izajáše v pasáži 2:4: „On bude soudit pronárody, on ztrestá národy mnohé. I překují své meče na radlice, svá kopí na vinařské nože. Pronárod nepozdvihne meč proti pronárodu, nebudou se již cvičit v boji.“ či v Paralipemenonu v pasáži 22:8: „Králi Davidovi – Stalo se však ke mně slovo Hospodinovo: „Prolil jsi mnoho krve, vedl jsi velké války. Nebudeš budovat dům pro mé jméno, protože jsi na zemi přede mnou prolil mnoho krve.“
V Novém zákoně například v evangeliu podle Matouše v pasážích 5:38–42: „Slyšeli jste, že bylo řečeno: ‚Oko za oko, zub za zub.‘ Já však vám pravím, abyste se zlým nejednali jako on s vámi; ale kdo tě uhodí do pravé tváře, nastav mu i druhou; a tomu, kdo by se chtěl s tebou soudit o košili, nech i svůj plášť. Kdo tě donutí k službě na jednu míli, jdi s ním dvě. Kdo tě prosí, tomu dej, a kdo si chce od tebe vypůjčit, od toho se neodvracej.“, dále 5:9: „Blaze těm, kdo působí pokoj, neboť oni budou nazváni syny Božími.“ a 26:52: „Ježíš mu řekl: ‚Vrať svůj meč na jeho místo; všichni, kdo se chápou meče, mečem zajdou.‘“
S křesťanským pacifismem jsou nejčastěji spojovány denominace mennonitů, kvakerů a svědků Jehovových (přísně vzato, svědkové Jehovovi pacifisté nejsou, protože byť sami o sobě nikdy nebojují, tak uznávají Boží právo a vhodnost vést válku). Svědkové Jehovovi prosluli odmítnutím narukovat do Hitlerova wehrmachtu i za cenu uvěznění v koncentračních táborech. V Čechách byl zřejmě prvním známým křesťanským pacifistou Petr Chelčický, jehož spisy později tolik nadchly světoznámého křesťanského pacifistu Lva Nikolajeviče Tolstého. Zřejmě nejvýznamnější český pacifista Přemysl Pitter byl za první republiky v roce 1931 vězněn pro svou podporu odpíračů vojenské služby a pro činnost v pacifistických organizacích. Později obdržel židovské vyznamenání jako „spravedlivý mezi národy“ za pomoc židovským dětem za druhé světové války a bezprostředně po jejím skončení (1964), v roce 1973 záslužný kříž I. třídy Spolkové republiky Německo (za pomoc německým dětem v letech 1945–1946) a konečně v roce 1991 – in memoriam Řád TGM I. třídy. K dalším významným křesťanským pacifistům meziválečného Československa patřil Pitterův kolega a přítel MUDr. Ctibor Bezděk (1872-1956), zakladatel „Etikoterapie" — léčebného směru vycházejícího z názoru, že nemoc těla je u řady chorob jen vedlejším projevem toho hlavního, co zasluhuje léčbu — lidské duše.  
Naopak Ruská pravoslavná církev v červnu 2023, v průběhu ruské agrese proti Ukrajině, označila pacifismus za naprosto neslučitelný se svou naukou.